# HD 120642
HD 120642 ( eller HR 5207) är en dubbelstjärna i den mellersta  delen av stjärnbilden Kentauren som också har Bayer-beteckningen N Centauri. Den har en  skenbar magnitud av ca 5,26 och är svagt synlig för blotta ögat där ljusföroreningar ej förekommer. Baserat på parallax enligt Gaia Data Release 2 på ca 10,7 mas, beräknas den befinna sig på ett avstånd på ca 304 ljusår (ca 93 parsek) från solen. Den rör sig bort från solen med en heliocentrisk radialhastighet på ca 27 km/s. Stjärnan ingår troligen i rörelsgruppen Sco OB2.

## Egenskaper
Primärstjärnan HD 120642 är en blå till vit stjärna i huvudserien av spektralklass B9 V. Den har en massa som är ca 3 solmassor, en radie som är ca 2,5 solradier och har ca 70 gånger solens utstrålning av energi från dess fotosfär vid en effektiv temperatur av ca 13 000 K.
Stjärnans natur av dubbelstjärna upptäcktes av den tyska astronomen Karl Rümker 1835. År 2016 låg följeslagaren med en vinkelseparation på 18,5 bågsekunder vid en positionsvinkel av 289° från primärstjärnan. De bildar ett samrörligt par med en projicerad separation på 1 566 AE. Följeslagare HD 120641 är en stjärna i huvudserien av spektralklass av F0 Vn, där suffixet 'n' anger att metallabsorptionslinjerna i dess spektrum är ovanligt breda ("nebulösa") vilket tyder på snabb rotation. Den har en massa som är ca 1,5 solmassor, en radie som är ca 1,6 solradier och har ca 6 gånger solens utstrålning av energi från dess fotosfär vid en effektiv temperatur av ca 7 400 K.
Baserat på avvikelser i mätningarna av egenrörelse finns det antydningar om en tredje stjärna i konstellationen.